# Fiumefreddo Bruzio
Fiumefreddo Bruzio (Jiumifriddu in calabrese) è un comune italiano di 3 858 abitanti della provincia di Cosenza in Calabria.

## Geografia fisica

### Territorio
Fiumefreddo Bruzio è ubicata lungo la costa del mar Tirreno nella parte meridionale della provincia di Cosenza e confina a nord con Falconara Albanese ed a sud con Longobardi.
Il comune conta su una superficie di circa 30 km² la quale, pur essendo prevalentemente collinare, è caratterizzata da una spiccata differenza morfologica. Infatti parte dal livello del mare e sale prima bruscamente, poi sempre più gradatamente, fino a sfiorare i 1500 metri, poco prima della cima di Monte Cocuzzo, il monte più alto della Catena Costiera, che si erge a quota 1541. Il territorio è costituito da un massiccio montuoso-collinare. nell'interno, è ricco di boschi di querce, castagni e mortella nel cui sottobosco crescono spontanee piante officinali e aromatiche come: menta, origano, felci, e radure dove pascolano liberi ovini e bovini. Dal massiccio partono due falangi collinari divise da una stretta valle fluviale alla base della quale scorre una tipica fiumara appenninica e caratterizzate prima da sommità tondeggianti per finire poi, nella parte più succedanea al mare, in forma di pianori, su uno dei quali è edificato il borgo medievale che costituisce il centro storico di Fiumefreddo; in questa zona è dominante la macchia mediterranea e numerosi sono gli uliveti e i vigneti oltre ai frutteti. Infine, dalle pareti dei due pianori che cadono a strapiombo fino al livello del mare, parte una lingua di terra pianeggiante di natura prevalentemente alluvionale che si estende per poche centinaia di metri tra le colline e la spiaggia e sulla quale in tempi relativamente recenti sono sorte le frazioni della "stazione", dello "scaro" e del "regio" le quali sono prevalentemente vocate ad accogliere e promuovere il turismo balneare.

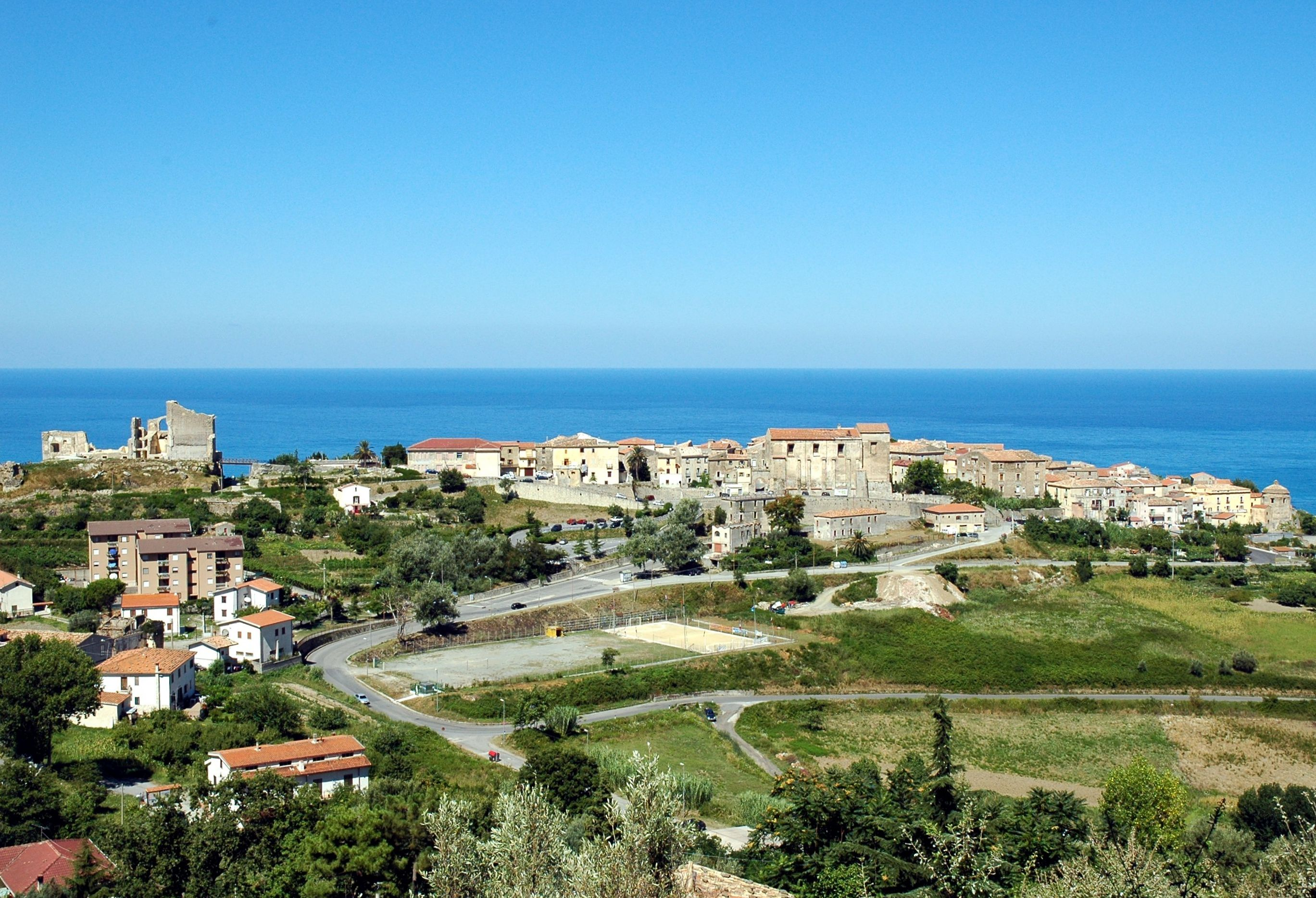
Il borgo visto da est
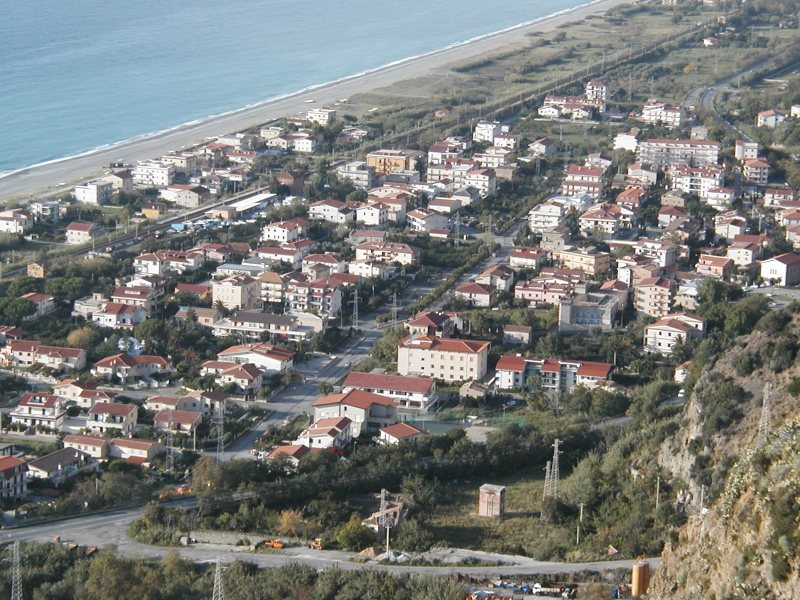
La marina vista dal borgo
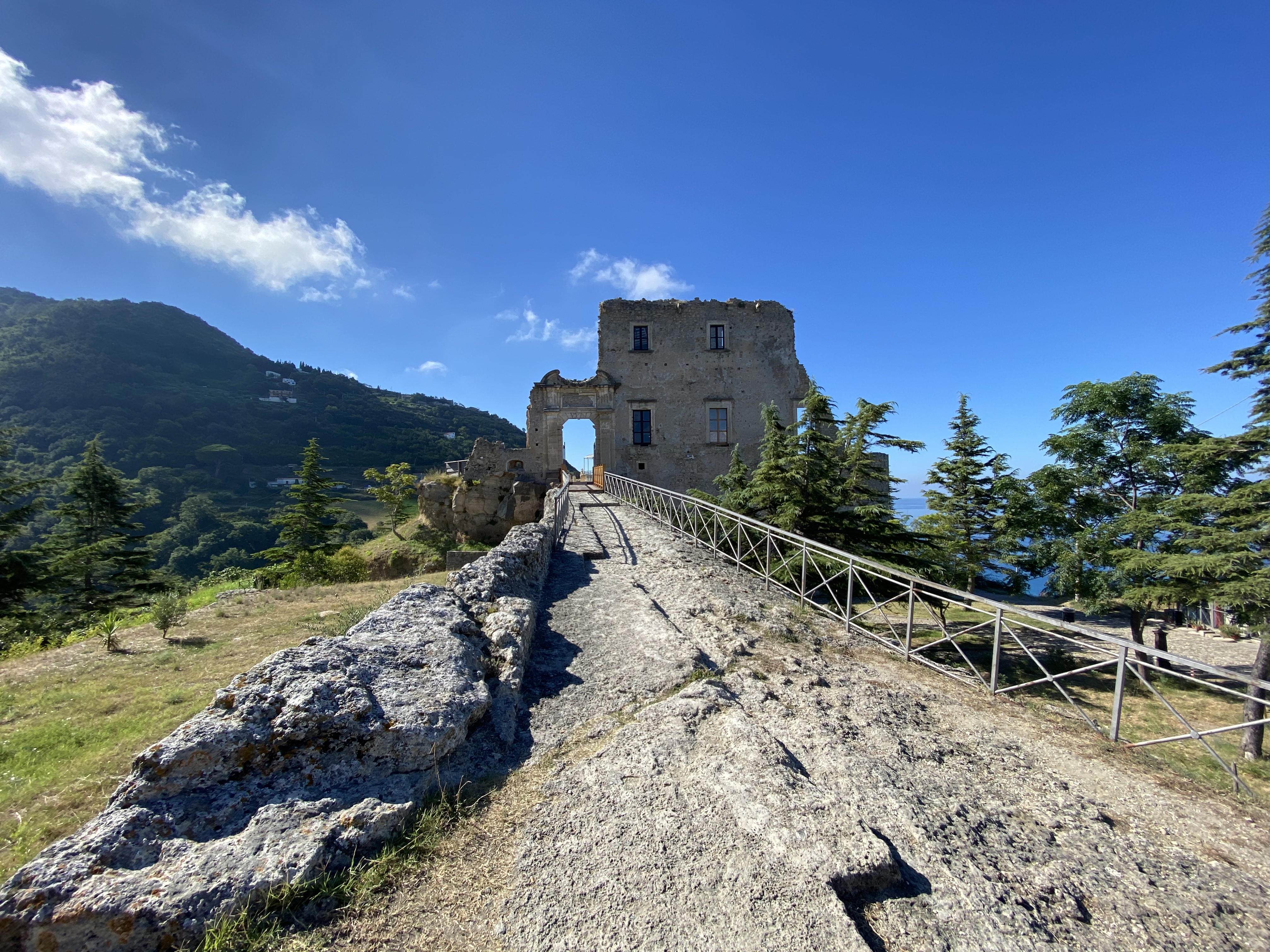
L'ingresso del Castello della Valle (agosto 2020).
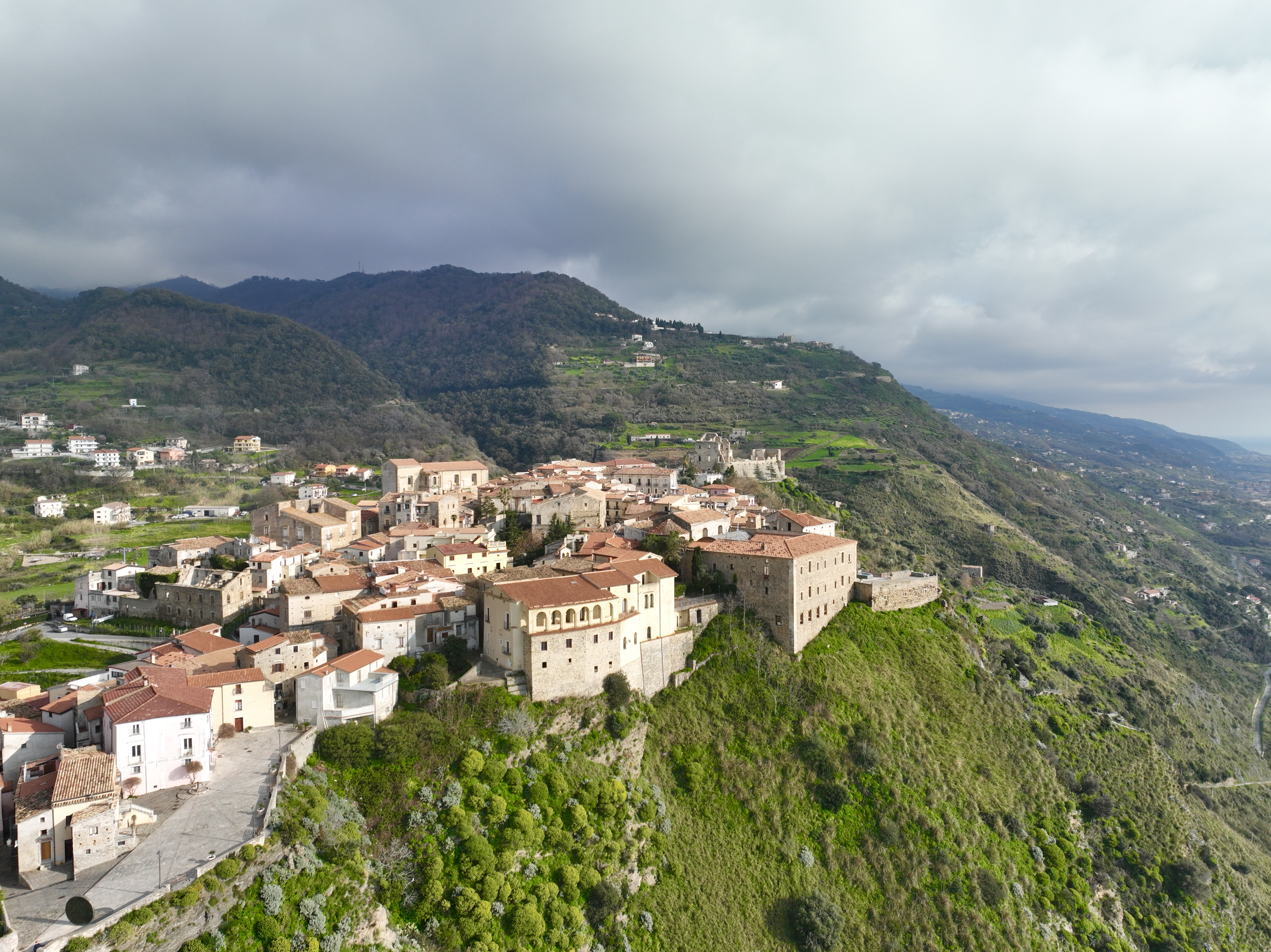
Vista aerea panoramica

## Storia
I primi insediamenti nell'area risalgono al periodo tra il 200 e il 300 d. C., all'epoca della persecuzione dei Cristiani sotto l'imperatore Diocleziano. Nel luogo dell'insediamento, chiamato in seguito "Fonte Laurato", si stabilisce un romitorio di monaci basiliani e viene eretta una primitiva chiesa dedicata a Santa Domenica. Successivamente all'abbandono e al crollo di tale chiesa, viene edificata nello stesso luogo, dai coniugi Mamistra, l'abbazia di Fonte Laurato. Questa viene donata all'abate cistercense Gioacchino da Fiore nel 1201. L'edificio viene saccheggiato e abbandonato durante il periodo napoleonico.
A partire dall'XI secolo vengono costruite a ridosso delle colline alcune torri d'avvistamento, tra cui Torre del Regio, Torre Lunga, Torre Vardano e Torre de' Rossi.
Nello stesso periodo inizia la costruzione della roccaforte del Castello della Valle. Con la successiva edificazione della "Porta di Sopra", si viene così a formare un primo assetto urbanistico, che diventerà poi l'attuale centro storico.
Il feudo, tra il tredicesimo e il quindicesimo secolo, è governato dagli Angioini e gli Aragonesi, sotto il regno di Napoli. Al giungere degli spagnoli, nei primi anni del 1500, esso viene consegnato al capitano Hernando de Alarcón, che inizia la ristrutturazione del castello e irrobustisce la cinta muraria. A lui succede Pietro Gonzales de Mendoza. Nel 1600, al proseguire dei lavori sul castello, vengono abbellite chiese e palazzi nobiliari.
Nel 1807 il borgo viene assediato dalle truppe napoleoniche e il castello viene parzialmente distrutto; rimangono illesi i sotterranei, il portale e parte della sezione settentrionale. Il Castello della Valle è oggi visitabile e ospita eventi e mostre.
Nel 1975 l'artista siciliano Salvatore Fiume si offre gratuitamente di rivitalizzare il centro storico del paese. Tra il 1975 ed il 1996 dipinge alcune pareti interne ed esterne del castello semidiroccato e nel 1977 la cupola della cappella di San Rocco. Successivamente colloca, durante gli anni novanta, una statua di bronzo in ognuna delle due piazze fiumefreddesi rivolte verso il mare: "La ragazza del surf", in largo Torretta e "Il medaglione della fortuna", in largo Rupe.

## Monumenti e luoghi d'interesse
sospesa sempre
tra cielo e mare
Fiumefreddo t'appare.
Né resisti al suo richiamo!
V'accedi per porta d'Oriente
e s'apre al tuo cuore
e rischiara la mente.»
(prof. Franco Del Buono, poesia)

### Architetture religiose
- Chiesa Madre di Santa Maria ad Adnexis (l'edificazione con l'attuale aspetto del principale luogo di culto del borgo venne completata nel 1674, data incisa sul portale principale. Noti, oltre ad alcuni dipinti interni, i due portali seicenteschi);
- Chiesa di San Francesco di Paola;
- Chiesa della Madonna del Carmelo;
- Chiesa dell'Addolorata;
- Chiesa di San Rocco (chiesetta dedicata a San Rocco a base esagonale, di origine settecentesca; sorge sulle mura di cinta del borgo, accanto alla Porta di Mare);
- Ex-convento dei Frati Minimi (Ora municipio);
- Palazzo Zupi (ex-convento delle Clarisse).
- Abbazia di Fonte Laurato (Loc. Badia);
- Chiesa di Santa Rita (Loc.Vardano);
- Chiesa di San Michele (Loc.Stazione).

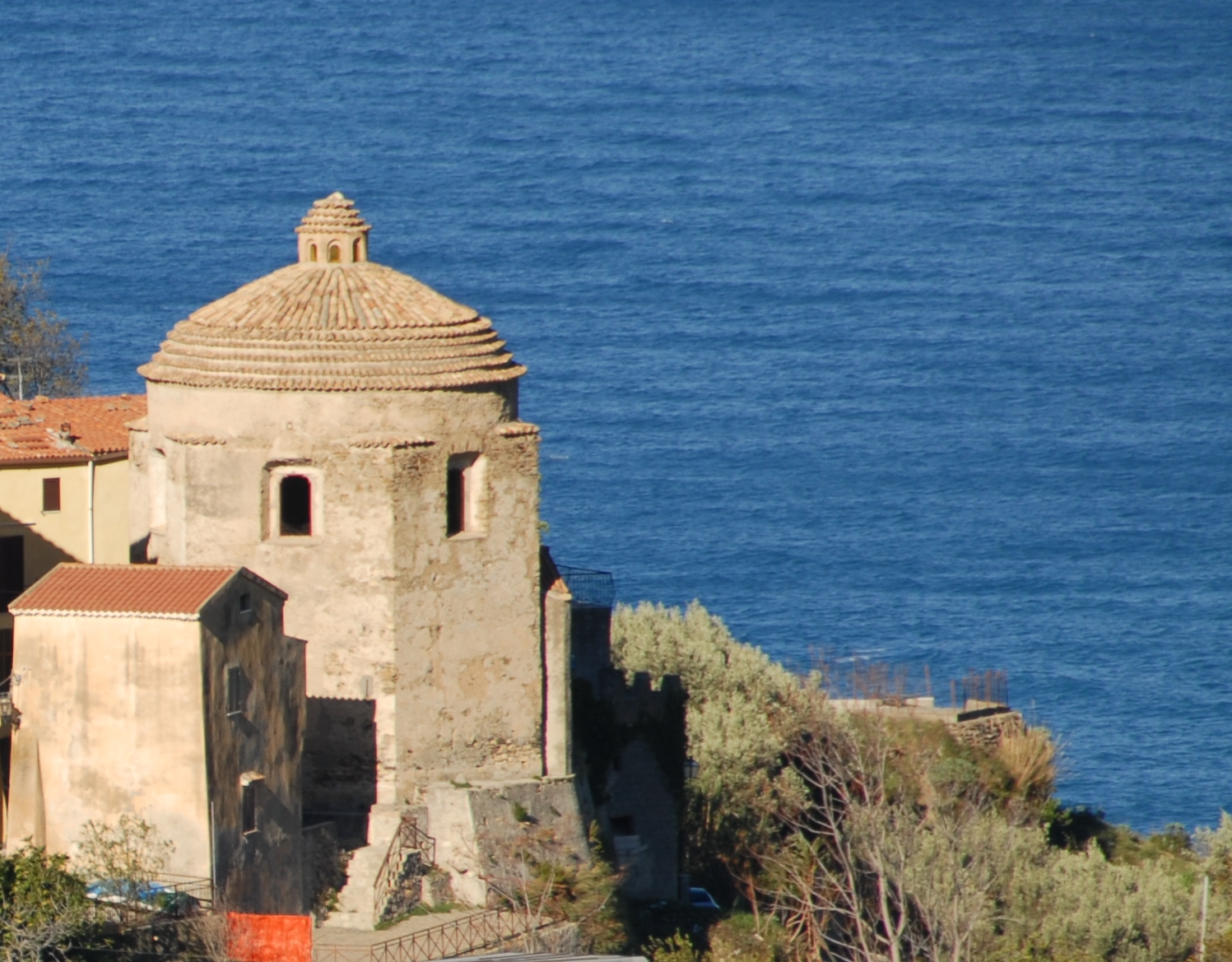
Chiesa di San Rocco vista da Est
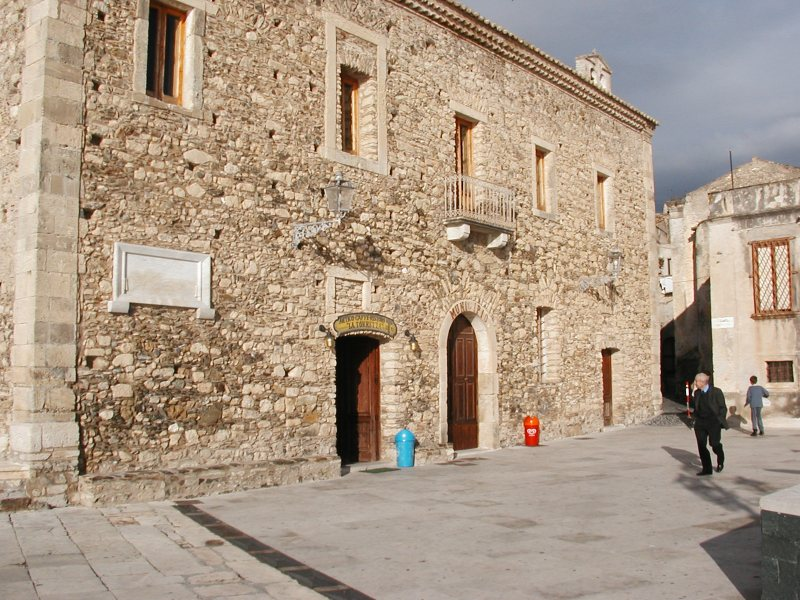
ll municipio (ex-convento dei Cappuccini)

### Architetture civili
- Palazzo Pignatelli

### Architetture militari

Castello della Valle

- Castello della Valle

### Altro
Nel paese sono presenti due sculture di Salvatore Fiume, "La ragazza del surf" e "Il medaglione della fortuna".

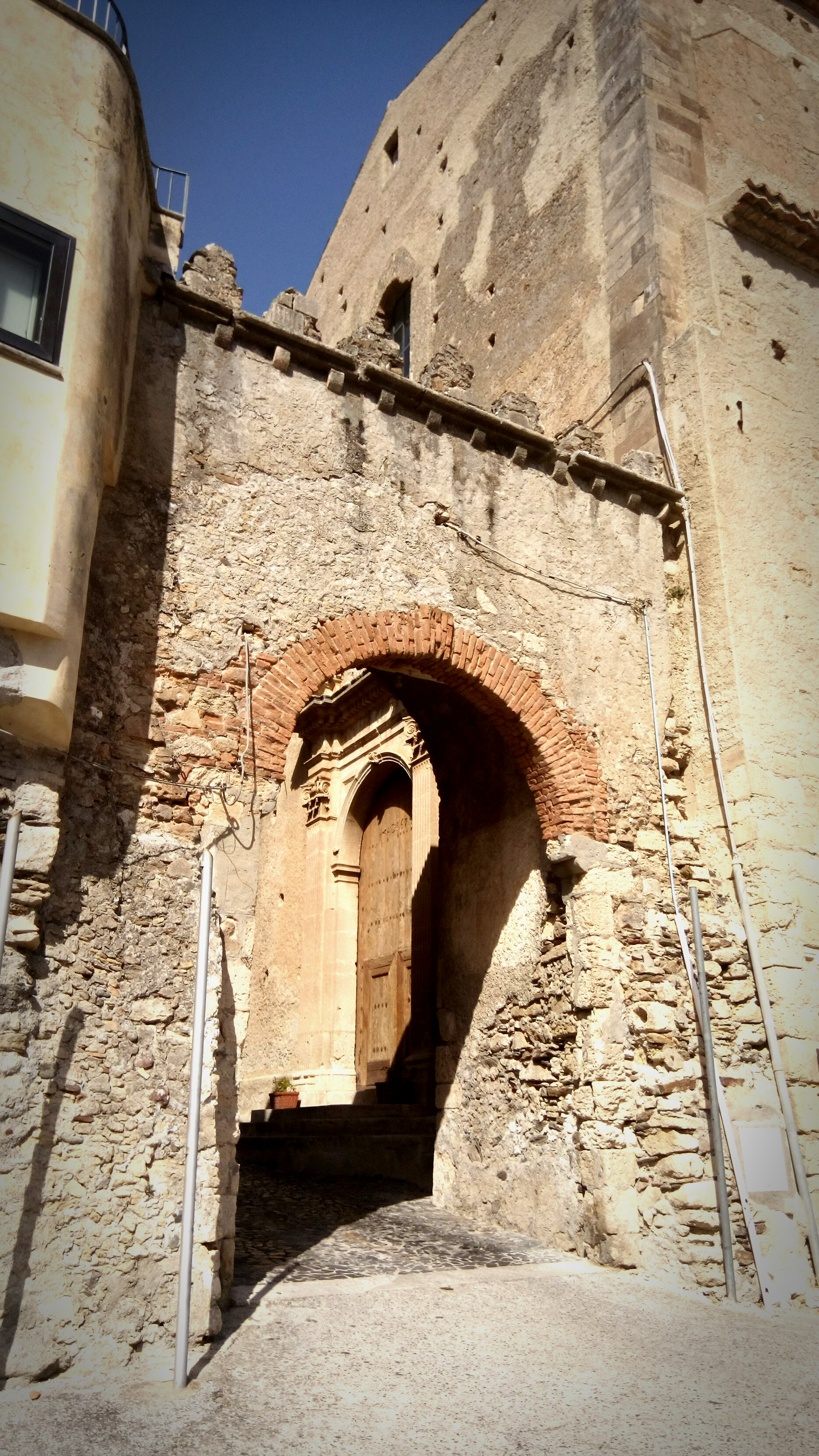
Porta di Sopra (2015)
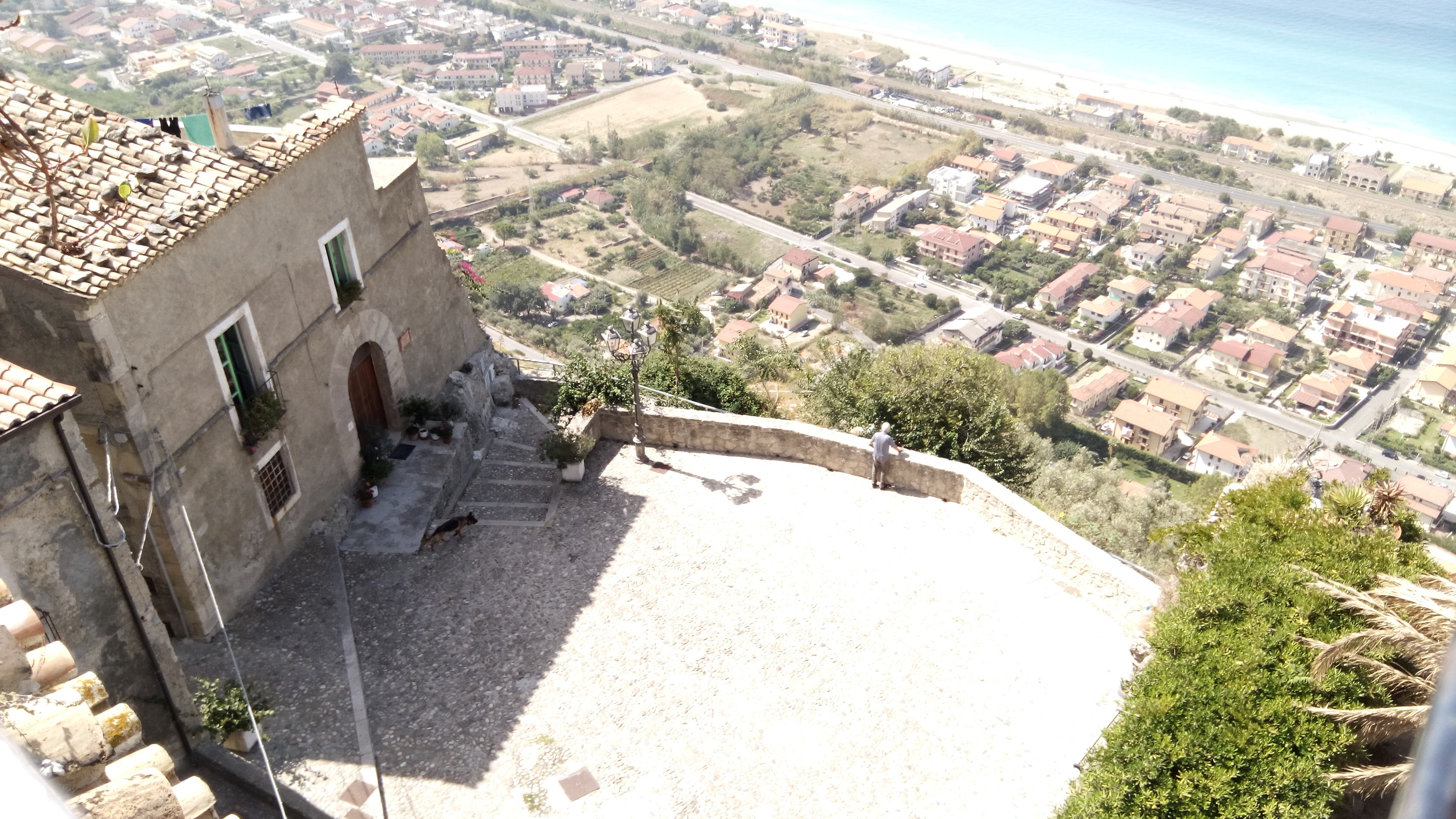
Piazza Santa Domenica

## Società

### Evoluzione demografica
Abitanti censiti

## Cultura

### Cucina
Importante è anche la gastronomia locale, la quale insieme alle attrattive paesaggistiche e balneari e a quelle artistiche e archeologiche, è anch'essa una forte attrattiva turistica. Come in generale tutta la cucina meridionale e soprattutto quella calabrese, la cucina locale è caratterizzata da pietanze semplici, ma molto speziate: immancabili in qualunque campo o aiuola del paese sono il peperoncino, il prezzemolo, il basilico, il rosmarino, l'aglio e la cipolla.
I piatti tipici che caratterizzano particolarmente la cucina di Fiumefreddo Bruzio sono soprattutto due: il primo è la Filiciata, cioè un formaggio tenero appena cagliato posto su delle felci, un piatto che inizialmente veniva preparato il 15 agosto in occasione della festa ormai secolare in onore dell'Assunzione di Maria V. e che ora sta riscoprendo il successo; l'altro è la frittata di patate, una sorta di torta rustica preparata con le patate fornite in magna copia dai campi circostanti la quale nonostante sia così chiamata, non annovera tra i suoi ingredienti le uova.
Tra le altre pietanze tipiche dell'area cosentina che è possibile gustare a Fiumefreddo si ricordano: i cuddurieddri o grispeddre, le polpette di melanzane e le alici imbottite. Non meno importante è la produzione di formaggi tipici artigianali come la grana calabrese, la provola casareccia, il pecorino, il caprino, la ricotta nonché di salumi anch'essi tipici quali la soppressata calabrese, la salsiccia piccante, il guanciale, il prosciutto crudo, la pancetta e il capocollo. Infine altrettanto fiorente nell'agro fiumefreddese è la produzione di olio extravergine d'oliva e di vini locali.

### Televisione
- Comune di provenienza della vincitrice di Miss Italia 2009, Maria Perrusi.
- Fiumefreddo Bruzio si è classificata in sesta posizione partecipando al contest "Il borgo dei borghi" (edizione 2017) della trasmissione Rai Kilimangiaro.

### Cinema
Diverse scene del film La moglie del sarto sono state girate a Fiumefreddo Bruzio.

## Economia
L'economia si basa essenzialmente sulle attività turistiche. La località dal 2005 è associata a I borghi più belli d'Italia.